# Botanophila moriens
Botanophila moriens este o specie de muște din genul Botanophila, familia Anthomyiidae. A fost descrisă pentru prima dată de Zetterstedt în anul 1845. Conform Catalogue of Life specia Botanophila moriens nu are subspecii cunoscute.